# Naakte zandspiering
De naakte zandspiering (Gymnammodytes semisquamatus) is een straalvinnige vis uit de familie van zandspieringen (Ammodytidae) en behoort derhalve tot de orde van baarsachtigen (Perciformes). De vis kan een lengte bereiken van 30 cm. In het voorjaar en de zomer wordt de vis gegeten door de grijze zeehond.

## Leefomgeving
De naakte zandspiering is een zoutwatervis. De vis prefereert een gematigd klimaat en leeft hoofdzakelijk in de Atlantische Oceaan.

## Relatie tot de mens
De naakte zandspiering is voor de visserij van aanzienlijk commercieel belang. In de hengelsport wordt er weinig op de vis gejaagd.